# Всеволожский, Дмитрий Сергеевич
Дмитрий Сергеевич Всеволожский (1874—1918) — командир лейб-гвардии 2-го стрелкового полка, герой Первой мировой войны, генерал-майор.

## Биография
Сын генерал-лейтенанта Сергея Сергеевича Всеволожского.
Окончил Полоцкий кадетский корпус (1891) и 2-е военное Константиновское училище (1893), откуда выпущен был подпоручиком в 10-й гренадерский Малороссийский полк.
Позднее был переведен в лейб-гвардии Литовский полк. Произведен в поручики 6 декабря 1897 года, в штабс-капитаны — 6 декабря 1901 года, в капитаны — 6 декабря 1905 года. 27 мая 1909 года переведен в 8-й Финляндский стрелковый полк подполковником.
5 октября 1913 года произведен в полковники с переводом в 6-й Финляндский стрелковый полк, с которым и вступил в Первую мировую войну. Пожалован Георгиевским оружием
За то, что командуя 6-м Финляндским стрелковым полком, в бою у д. Юриздика 18 сентября 1914 года, будучи обойден с правого фланга превосходными силами неприятеля, собрал резерв, перешел лично в контр-атаку, довел ее до штыкового удара и под губительным огнем противника опрокинул его.
31 января 1915 года назначен командиром 255-го пехотного Аккерманского полка. Удостоен ордена Св. Георгия 4-й степени
За то, что в бою 4 сентября 1915 года на р. Версоке, когда немцы, после сильного ураганного артиллерийского огня, разрушившего наши проволочные заграждения и сравнявшего окопы с землею, захватили часть окопов 2-го батальона полка, спешно направил к угрожаемому пункту свой полковой резерв, а сам, опередив последний, прибыл к отходившим ротам 2-го батальона, привел их в порядок, ободрил и удержал на месте до подхода резерва, после чего лично повел собранные части в атаку, выбил немцев из занятых окопов, отбросил их обратно за реку с громадными для них потерями и тем обеспечил удержание позиции не только полком, но и всей дивизией.
30 сентября 1916 года назначен командующим лейб-гвардии 2-м стрелковым Царскосельским полком, а 6 декабря того же года произведен в генерал-майоры «за отличие по службе», с утверждением в должности. В 1917 году командовал бригадой Гвардейской стрелковой дивизии.
В Гражданскую войну участвовал в Белом движении в составе Добровольческой армии. С 25 ноября 1918 года — в Киевском центре Добровольческой армии, с 10 октября того же года — в резерве чинов при штабе Главнокомандующего. Погиб.

## Награды
- Орден Святой Анны 3-й ст. (1907)
- Орден Святого Станислава 2-й ст. (ВП 6.12.1912)
- Орден Святого Владимира 4-й ст. с мечами и бантом (ВП 16.05.1915)
- Георгиевское оружие (ВП 10.06.1915)
- Орден Святого Владимира 3-й ст. с мечами (ВП 24.06.1915)
- Высочайшее благоволение «за отличия в делах против неприятеля» (ВП 13.11.1915)
- Орден Святой Анны 2-й ст. с мечами (ВП 30.04.1916)
- Орден Святого Георгия 4-й ст. (ВП 14.11.1916)
- старшинство в чине полковника с 6 декабря 1910 года (ВП 8.06.1916)